# Arthur Alban Wright
Arthur Alban Wright CMG (* 24. Oktober 1887; † 4. Januar 1967) war ein britischer Kolonialbeamter (administrator), welcher in Fidschi und in der Karibik diente. Er war Administrator of St Vincent von 1936 bis 1938 und Administrator of St Lucia von 1938 bis 1943.

## Leben
Wright war der Sohn von Reverend Alban Henry Wright, dem Organising Secretary der Society for the Propagation of the Gospel in Foreign Parts. Er erhielt seine Bildung an der St Edmund’s School, Canterbury und am St John’s College, Oxford.
Er trat 1912 ein in den Colonial Civil Service und wurde als Kadett im selben Jahr nach Fidschi entsandt. 1915 wurde er zum District Commissioner befördert. Im Ersten Weltkrieg wurde er 1917 als Second Lieutenant der Rifle Brigade zugeteilt. Nach dem Krieg wurde er Provincial Commissioner in Fidschi (1922), Assistant Colonial Secretary (1928), Secretary for Native Affairs (1932), Acting Colonial Secretary (1932–34) und schließlich Acting Governor of Fiji 1935.
1936 wurde er in die Karibik versetzt und wirkte als Administrator of St Vincent (bis 1938), wonach er als Administrator of St Lucia berufen wurde. 1938 und 1939 war er Acting Governor of the Windward Islands. Er trat 1943 aus dem Colonial Service in den Ruhestand. Nach seiner Pensionierung arbeitete er als Managing Director der Jamaica Starch and Milling Co. Ltd (1944–1946). Er starb 1967 in Ascot.
Wright wurde 1937 zum Companion of the Order of St Michael and St George ernannt.

## Familie
1914 heiratete Wright Margaret Emily Booth, die älteste Tochter des Robert Malcolm Booth; aus der Ehe gingen drei Töchter hervor.